# كمبو (تشكدان)
کمبو (بالفارسية: کمبو) هي قرية تقع في إيران في هرمزغان. يقدر عدد سكانها بـ 21 نسمة .